# NGC 6102
NGC 6102 est une vaste galaxie spirale située dans la constellation de la Couronne boréale. Sa vitesse par rapport au fond diffus cosmologique est de 7 583 ± 5 km/s, ce qui correspond à une distance de Hubble de 111,8 ± 7,8 Mpc (∼365 millions d'al). NGC 6102 a été découverte par l'astronome allemand Albert Marth en 1864.
NGC 6102 présente une large raie HI.